# De Grote Hummimummi Karaoke Show!
De grote Hummimummi Karaokeshow! is een 7-delige animatieserie van Mascha Halberstad die wordt uitgezonden bij de VPRO.
De serie gaat over een hondje genaamd Hummimummi dat op een dag besluit dat hij een karaokeshow wil hebben. Hij belt Oessiepoessie, een Surinaamse poes, en Spootje, een nerd.
Samen beginnen ze de show en zingen ze liedjes van o.a Nirvana, the Carpenters en Frank Sinatra.
De stemmen zijn van onder andere Alex Klaasen en Jetty Mathurin.